# Никитин, Евгений Владимирович
Евгений Владимирович Никитин (17 января 1937 — 2017) — советский тренер по фигурному катанию. Заслуженный тренер РСФСР.

## Биография
Родился 17 января 1937 года в Воронеже. Его мать Нина Никитина (в девичестве Томилова) — бронзовый призёр Спартакиады народов РСФСР в паре с Михаилом Борисовым.
Фигурным катанием на коньках начал заниматься в 10 лет тамбовской секции ДСО «Спартак», тренер — Серафим Авринский. С 1952 года — тренер по фигурному катанию на коньках в Детском парке Дзержинского района Москвы. После окончания ГЦОЛИФК в 1958 году работал тренером по фигурному катанию на коньках. Трудился тренером Центрального стадиона им. В. И. Ленина в Лужниках вместе с хореографом сборной команды СССР Иваном Александровичем Стецким.
Автор публикаций по теории и методике фигурного катания на коньках.

## Известные ученики
- Сергей Четверухин[1]
- Людмила Баконина
- Евгений Шеваловский
- Константин Кокора